# Mantra (Bring Me the Horizon)
Mantra è un singolo del gruppo musicale britannico Bring Me the Horizon, pubblicato il 21 agosto 2018 come primo estratto dal loro sesto album in studio Amo.
La canzone ha ricevuto una candidatura ai Grammy Awards 2019 come miglior canzone rock.

## Descrizione
Seconda traccia del disco, si tratta di un brano rock alternativo caratterizzato da una struttura tipicamente hard rock, riff di chitarra di ispirazione heavy metal ed elementi riconducibili al pop, al trap e alla musica elettronica.

## Video musicale
Il video, diretto da Alex Southam e prodotto da Dasha Deriagina, è stato reso disponibile il 24 agosto 2018.

## Tracce
1. Mantra – 3:54

## Formazione
Gruppo
- Oliver Sykes – voce
- Lee Malia − chitarra
- Jordan Fish − programmazione, cori
- Matthew Kean − basso
- Matthew Nicholls − batteria

Produzione
- Jordan Fish − produzione
- Oliver Sykes − produzione
- Romesh Dodangoda − ingegneria del suono
- Daniel Morris − assistenza tecnica
- Alejandro Baima − assistenza tecnica
- Francesco Cameli − assistenza tecnica
- Dan Lancaster − missaggio
- Rhys May − assistenza al missaggio
- Ted Jensen − mastering

## Classifiche

### Classifiche settimanali
| Classifica (2018)             | Posizione massima |
| ----------------------------- | ----------------- |
| Regno Unito                   | 55                |
| Regno Unito (rock & metal)    | 1                 |
| Stati Uniti (mainstream rock) | 5                 |
| Stati Uniti (rock)            | 15                |

### Classifiche di fine anno
| Classifica (2018)  | Posizione |
| ------------------ | --------- |
| Stati Uniti (rock) | 92        |